# Omar Marzouk
Omar Ahmad Marzouk (født 21. februar 1973) er en dansk standupkomiker med rødder i Egypten.
Han har markeret sig med one-man shows og flere humoristiske tv-programmer. Han anvender ofte sin indvandrebaggrund i humoren.
Han har gennem årene haft et tæt samarbejde med komikeren Jan Gintberg, som han turnerede med i 2002 med forestillingen Op på fars Jihad.

## Karriere
Han var med til at skrive Vindhætterne med Jan Gintberg 2002.
I 2003 lavede han sammen med fire andre komikere showet Fem på flugt.
I 2004 kom hans one-man show Krig, terror og andre sjove ting, som over 15.000 personer så. Samme år indstillede DR Omar til den eftertragtede Emmy Award for satireprogrammet Omar skal giftes. 
I 2005 optrådte Omar på engelsk med sit oneman show. Det blev sat op på London Soho Theatre.
I 2006 modtog Omar Marzouk LO's kulturpris. – "Omar Marzouk formår med en blanding af rå humor, varme og medfølelse at rykke ved mange af de fordomme, der findes mellem danskere og indvandrere. Med humoren som redskab har han været med til at lette en svær debat fyldt med tabuer", siger LO’s formand Hans Jensen som begrundelse for valget.
I 2006 vandt DSB-bladet Ud & Se international hæder for et foto af Omar Marzouk skjult bag et partisantørklæde. The Society of Publication Designers (SPD), har hædret et forsidefoto fra Ud & Se, hvor Omar Marzouk vinklet ind i et rødt og hvidt partisantørklæde og et Dannebrogs-farvet fodboldtørklæde. Billedet er ledsaget af teksten »Tal om de farlige ting«. Både blad og komiker roses for ikke at henfalde til selvcensur, efter balladen om Muhammed-tegningerne.
Han medvirkede d. 25. november 2006 i TV3s underholdningsprogram Gu' Ske Lov Du Kom.
I 2007 blev Omar medstifter af tv-produktionsselskabet Respirator. Dets første produktion var et satireprogram, Tjenesten – nu på TV. Programmet blevet sendt på DR2 og vandt tv-prisen for bedste comedyprogram i 2007.[kilde mangler]
I 2008 optrådte Omar Marzouk med et nyt show, hvori Marzouk blandt andet kommenterede en række aktuelle politiske emner. Som en del af dette show har Marzouk etableret sit eget "parti" Ny Filionggonggong med dertil hørende hjemmeside.
I 2009 producerede Respirator underholdnings programmet Grillet til TV3, hvor Omar var idemand bag konceptet og selv deltog, mens Jan Gintberg var vært. Programmet blev nomineret til Årets TV-underholdningen i 2009.
I 2009 udkom Omars dvd med showet Præster, politikere og andre profeter solgte guld.
Samme år blev TV udsendelsen Omar I Hizbollas Hangar blev udtaget til Prix Europa. Den største festival for TV og Radio i Europa. Programmet for prisen for bedste multi-kulturelle program.[kilde mangler]
I 2010 lavede han en satirisk tv-serie Cellen (oprindeligt Terrorcellen men blev ændret af SBS) om uduelige europæiske terrorister til SBS på 12 afsnit med bl.a Nicolas Bro, Ramadan Huseini og Simon Juul og skulle være vist på Kanal 5, men blev flyttet til den mindre sete 6'eren. SBS fik 4,5 mio. kr. fra Det Danske Filminstitut til at lave serien og fristen til at aflevere pengene tilbage blev forlænget til 6. december, og nu har selskabet fået dispensation af kulturministeriet frem til 6. juni 2011, hvilket Omar Marzouk var rasende over. Per Stig Møller har udtalt at SBS har til sommeren 2011 til at sende serien ellers skal det tilbagebetale pengene, mens SBS informationsdirektør Jesper Jürgensen til sit forsvar har udtalt, at "Serien kan muligvis genere nogle af annoncørerne. Også den aktuelle terrortrussel mod Danmark har spillet ind under beslutningen om at droppe serien", hvilket Omar kalder for et "tyndt argument".
I 2011 spillede Marzouk med i Folketeatrets Mogens og Mahmoud sammen med bl.a. Flemming Jensen, og Claus Bue.
Marzouk blev i 2011 hyret sammen med Anders Lund Madsen som "nyhedskonsulenter" på DRs P1 Morgen.
I 2012 lavede han programserien Grin med Gud, hvor han lavede shows for forskellige trossamfund om deres religion; protestantisme, jødedomme, asatroen, hinduisme, buddhisme, atolicisme og islam. Serien handlede blandt andet om at undersøge grænsen mellem blasfemi og humor. I slutningen af året var vært på 20 års jubilæumsshowet af Comedy Aid sammen med Lasse Rimmer.
I oktober 2016 kom Omar Ahmad Marzouk med den opsigtsvækkende melding, at han ikke følte sig dansk længere, det skete i et interview med BT, hvor han blandt andet udtalte: "Ja, jeg definerer mig slet ikke som dansk mere."

## Hæder
- 2006 LO's kulturpris.[2]
- 2006 Hadsten Højskole Prisen[12]

## Privatliv
Marzouk er gift med Christine Marzouk Gjerulff.
Marzouk flyttede i 2010 ind i en stor villa på Frederiksberg, som han gav 6,5 mio. kr. for. Den blev udbudt i 2018 for knap 17 mio. og i foråret 2019 blev prisen sat ned med 1 mio. kr. Den blev først solgt i foråret 2021 for 13,8 mio. kr. Han købte herefter en anden villa på Frederiksberg til 10 mio. kr.

## Shows
- Op på fars Jihad (2002) - sammen med Jan Gintberg
- Fem på flugt (2003) - sammen med Sebastian Dorset, Carsten Bang, Mikael Wulff og Lasse Rimmer
- Krig, terror og andre sjove ting (2004)
- Præster, politikere og andre profeter (2009)
- Omskåret (2011)
- Bange for sjov (2013)
- Afdanskningsbal (2020)

## Filmografi
Film
- Bølle Bob - Alle tiders helt (2010) - Taxachauffør

Tv
- OPS – Oplysning til Perkerne om Samfundet (2001)
- Langt fra Las Vegas (2001-2003) - Kioskejer
- Sådan er mænd (2002)
- Gintberg - men nok om mig (2003)
- Gintberg - var det det? (2003)
- Omar skal giftes (2004)
- Det modsatte køn (2004)
- Omar & ondskabens akse  (2005)
- Gintbergs store aften (2005)
- Grillet (2008-2009)
- Kristian (2009-2011) - Talebankriger
- Omars ark (2010)
- Vild med comedy (2011)
- Grin med Gud (2012)